# Campeonato Mundial de Gimnasia Artística de 1987
El XXIV Campeonato Mundial de Gimnasia Artística se celebró en Róterdam (Países Bajos) entre el 19 y el 25 de octubre de 1987 bajo la organización de la Federación Internacional de Gimnasia (FIG) y la Real Unión Neerlandesa de Gimnasia.

## Resultados

### Masculino
| Evento                 | Oro | Plata                                                                              | Bronce |
| ---------------------- | --- | ---------------------------------------------------------------------------------- | --- |
| Concurso completo ind. | Dimitri Bilozertsev Unión Soviética 118,375 pts.                                                                           | Yuri Korolev Unión Soviética 118,350 pts.                                          | Vladimir Artemov Unión Soviética 118,125 pts.                                                                          |
| Suelo                  | Yun Lou China 19,875 | Vladimir Artemov Unión Soviética 19,675                                            | Lubomir Geraskov Bulgaria 19,650                                                                                       |
| Caballo con arcos      | Zsolt Borkai · Hungría / · Dimitri Bilozertsev · Unión Soviética · 19,775                                                  |                                                                                    | Lubomir Geraskov Bulgaria 19,725                                                                                       |
| Anillas                | Yuri Korolev Unión Soviética 19,875                                                                                        | Dimitri Bilozertsev Unión Soviética / Ning Li China 19,825                         | |
| Salto de potro         | Yun Lou China / Sylvio Kroll República Democrática Alemana 19,938                                                          |                                                                                    | Dian Kolev Bulgaria 19,838                                                                                             |
| Paralelas              | Vladimir Artemov Unión Soviética 19,800                                                                                    | Dimitri Bilozertsev Unión Soviética 19,775                                         | Sven Tippelt República Democrática Alemana 19,725                                                                      |
| Barra fija             | Dimitri Bilozertsev Unión Soviética 19,825                                                                                 | Curtis Hibbert · Canadá · 19,750                                                   | Zsolt Borkai · Hungría / · Holger Behrendt · República Democrática Alemana · 19,725                                    |
| Concurso por equipos   | Unión Soviética Dmitry Bilozerchev Valeri Liukin Vladimir Artemov Yuri Korolev Vladimir Novikov Aleksei Tikhonkikh 589,750 | China Xu Zhiqiang Lou Yun Wang Chongsheng Guo Linxiang Li Chunyang Li Ning 583,350 | República Democrática Alemana Sylvio Kroll Sven Tippelt Holger Behrendt Ulf Hoffmann Maik Belle Mario Reichert 582,800 |

### Femenino
| Evento                 | Oro | Plata | Bronce |
| ---------------------- | --- | --- | --- |
| Concurso completo ind. | Aurelia Dobre Rumania 79,650 pts.                                                                         | Elena Shushunova Unión Soviética 79,487                                                                                          | Daniela Silivaş Rumania 79,200                                                                                                 |
| Suelo                  | Elena Shushunova Unión Soviética / Daniela Silivaş Rumania 20,000                                         | | Aurelia Dobre Rumania 19,950                                                                                                   |
| Salto de potro         | Elena Shushunova Unión Soviética 19,894                                                                   | Eugenia Golea Rumania 19,857 | Aurelia Dobre Rumania 19,844                                                                                                   |
| Barras asimétricas     | Daniela Silivaş Rumania / Dörte Thümmler República Democrática Alemana 19,925                             | | Elena Shushunova Unión Soviética 19,913                                                                                        |
| Barra                  | Aurelia Dobre Rumania 19,950                                                                              | Elena Shushunova Unión Soviética 19,775                                                                                          | Ecaterina Szabo Rumania 19,737                                                                                                 |
| Concurso por equipos   | Rumania Aurelia Dobre Daniela Silivaș Ecaterina Szabo Camelia Voinea Eugenia Golea Celestina Popa 395,400 | Unión Soviética Yelena Shushunova Svetlana Baitova Oksana Omelianchik Elena Gurova Svetlana Boginskaya Tatiana Tuzhikova 394,950 | República Democrática Alemana Dörte Thümmler Ulrike Klotz Martina Jentsch Klaudia Rapp Astrid Heese Gabriele Faehnrich 389,600 |

## Medallero
| Núm. | País     | Oro | Plata | Bronce | Total |
| ---- | -------- | --- | ----- | ------ | ----- |
| 1    | URSS     | 8   | 7     | 2      | 17    |
| 2    | Rumania  | 5   | 1     | 4      | 10    |
| 3    | China    | 2   | 2     | 0      | 4     |
| 4    | RDA      | 2   | 0     | 4      | 6     |
| 5    | Hungría  | 1   | 0     | 1      | 2     |
| 6    | Canadá   | 0   | 1     | 0      | 1     |
| 7    | Bulgaria | 0   | 0     | 3      | 3     |
|      | TOTAL    | 17  | 12    | 14     | 43    |